# Blang Gurah
Blang Gurah is een bestuurslaag in het regentschap Aceh Utara van de provincie Atjeh, Indonesië. Blang Gurah telt 461 inwoners (volkstelling 2010).